# Ophiopogon szechuanensis
Ophiopogon szechuanensis är en sparrisväxtart som beskrevs av Fa Tsuan Wang och Tang. Ophiopogon szechuanensis ingår i släktet Ophiopogon och familjen sparrisväxter. Inga underarter finns listade i Catalogue of Life.